# Serenade (Järnefelt)
Serenade is een compositie van de Finse componist Armas Järnefelt. Het is een van zijn vroegere werken, maar tevens het langste werk van de componist. Järnefelt schreef het terwijl hij in opleiding was in Parijs bij Jules Massenet. Järnefelt zou zich later richten op werken van Jean Sibelius en promotor zijn van opera’s van Richard Wagner. Zijn muziekstijl binnen zijn oeuvre zou ook die kant op schuiven. Dat is in dit zesdelige werk nog niet te herkennen. Massenet heeft een grote invloed op de jonge Fin gehad.
De zes delen:
- allegretto quasi marcia
- Andante espressivo
- Adagio
- Allegretto
- Sostenuto
- Allegro vivace

Het adagio wordt soms als losstaand werk uitgevoerd en bevat een solo voor de viool. Järnefelt leidde zelf de eerste uitvoering in april 1893.